# Корејска социјалдемократска партија
Корејска Социјалдемократска партија (Скраћено: КСДП) је политичка странка у Демократској Народној Републици Кореји, она је у савезу са владајућом Радничком партијом Кореје. У почетку је била умерена социјалдемократска странка, формирана је 3. новембра 1945. године од стране средњих и малих предузетника, трговаца, академске популације, ситне буржоазије, сељака и хришћана са циљем да успостави демократско друштво у Кореји.
Идеолошка теорија странке држи се националне социјалдемократије која је прилагођена националним интересима Кореје и историјским условима као и националне карактеристике њен основни политички мото је независност, суверенитет, демократија, мир и одбрана људских права.
Партијска идеологија је прилагођена током година у корист савеза са Радничком партијом Кореје. До јануара 1981. године, странка се звала Демократска странка Кореје. Она је део Демократског фронт за поновно уједињење отаџбине, она чини коалицију са Чондистичком Чонгу партијом и Радничком партијом Кореје којом доминира комунистичка Џуче идеологија и војна политика.
Тренутно на челу странке налази се Ким Пјонг Сик, који је председник Централног комитета Корејске Социјалдемократске партије и потпредседник купопродајног министарства Демократске Народне Републике Кореје од избора 2009. године који су одржани у Демократској Народној Републици Кореји.
Многе западне државе начелу са САД оптужује ову странку да је Влада Северне Кореје користи као пиона или оруђе за повезивање са западним капиталистичким државама као део Демократског фронт за поновно уједињење отаџбине на избору државних вођа из Радничке партије Кореје и чланова парламента. Ову тврдњу Корејска социјалдемократска партија одбацује, јер како наводи она чини власт искључиво путем избора.